# Lino Versace
 (février 2024).
Si vous disposez d'ouvrages ou d'articles de référence ou si vous connaissez des sites web de qualité traitant du thème abordé ici, merci de compléter l'article en donnant les références utiles à sa vérifiabilité et en les liant à la section « Notes et références ».
Lino Versace, de son vrai nom Alain Désiré Yoro, est un chanteur ivoirien s'inscrivant dans le style coupé-décalé, originaire de Sakassou. 

## Biographie
Ancien sociétaire junior de l'Africa Sports National d'Abidjan, il est l'un des membres primaires de la Jet Set créée par Douk Saga,. Après un duo avec Boro Sanguy il fait aujourd'hui carrière solo.
Lino Versace, qui dit s'appeler aujourd'hui Soundjata Soumangourou, en 2003 il forme un groupe avec Boro Sanguy où ils sortent le plus gros classique du coupé decalé : La Jet . Au cours de sa carrière, il passe dans des émissions sur MTV et Canal+ pour promouvoir le mouvement coupé-décalé et un concept appelé le « zulunayo ».
En novembre 2004, il sort l'album Mastiboulance avec Boro Sanguy. Lino Versace sort son premier intitulé Faim de récréation en 2008,.
En mars 2007, Lino Versace est le premier de la Jet Set, en compagnie de Serge Defalet, à se produire dans la ville d'Aix-la-Chapelle.
En 2021, il se lance dans les affaires et crée ‘’One Radio’’.
Aujourd'hui il existe une crise de mésentente entre le Molare et Lino Versace, de telle sorte qu'ils se sont répondus par média interposé sur Facebook le 15 octobre 2021, le Molare declarant que Lino Versace serait jaloux de sa vie en raison de son progrès et de son succès.

### Vie privée
Lino Versace vit en couple avec une métisse sénégalaise avec laquelle il a un garçon qui est lui-même artiste musical. Il serait déjà père de deux garçons nés d'une précédente union. Il est le père du footballeur Leny Yoro qui joue actuellement à Manchester United.

## Discographie
- 2004 : Mastiboulance
- 2008 : Faim de récréation
- 2011 :My darling[7]
- 2014 : Album sans frontière
- 2021 : Condamné à réussir[8]
- 2021 : C'est le travail qui paye (single)
- 2025 :Rakutakuta[9]